# Överloppsmark
Överloppsmark, överloppsjord eller kronoöverloppsmark, är sådan mark som vid avvittring inte tilldelats redan befintliga hemman eller nybyggen, utan som brutits ut som en kronans (statens) egendom. Merparten av överloppsmarken blev kronoparker, men den kunde också användas för anläggning av ytterligare nybyggen.